# نهر جنوة
نهر جنوة(بالإنجليزية: Genoa River)‏ هو نهر يقع بولاية فكتوريا ونيوساوث ويلز, أستراليا.
مترجم Genoa River